# Liste de personnalités liées à Guérande
Cet article liste des personnalités liées à la commune de Guérande, dans le département français de la Loire-Atlantique.
Liste de personnalités qui liées à Guérande.
- Haut – A
- B
- C
- D
- E
- F
- G
- H
- I
- J
- K
- L
- M
- N
- O
- P
- Q
- R
- S
- T
- U
- V
- W
- X
- Y
- Z

## B
.

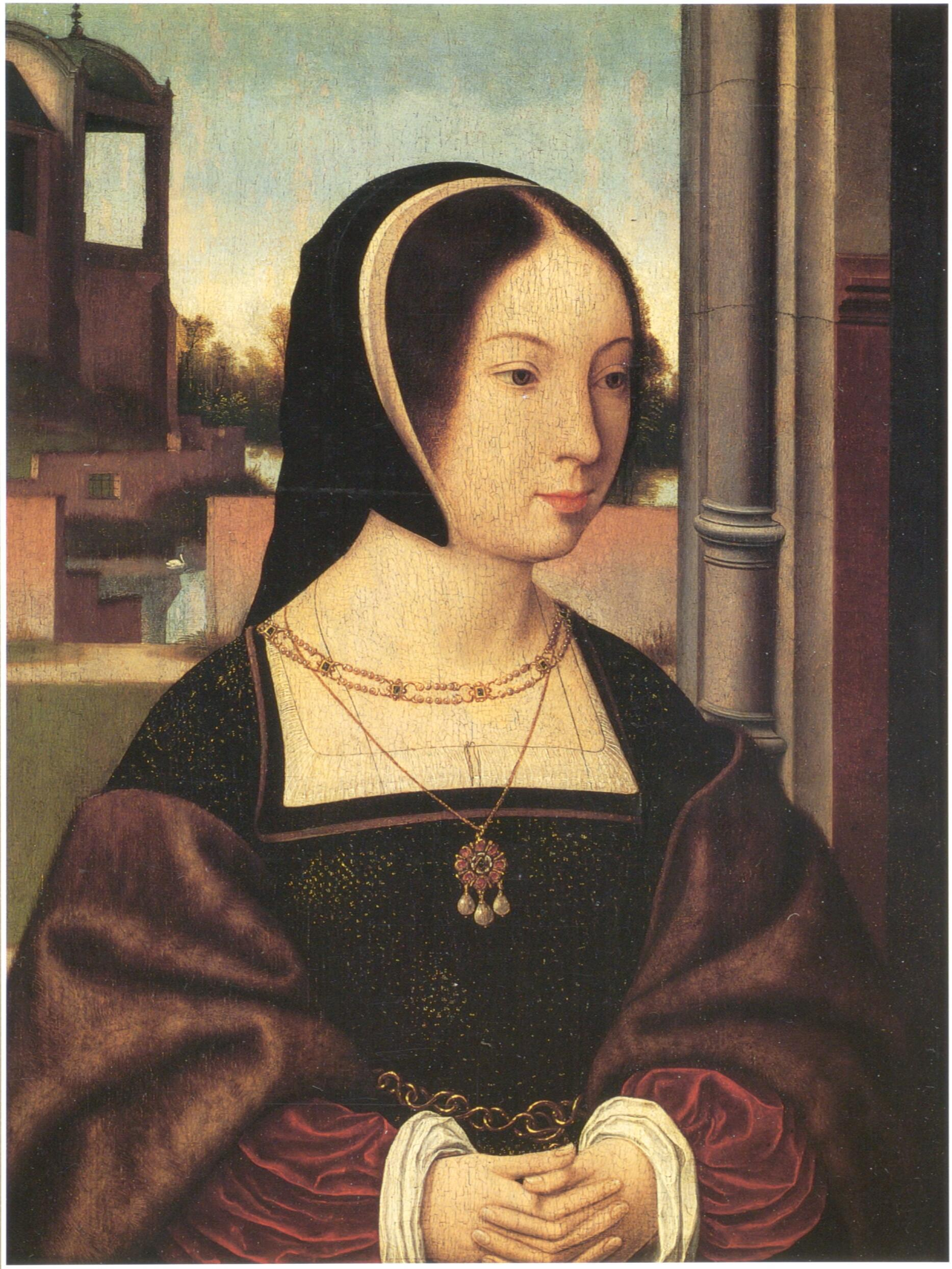
Anne de Bretagne

- Roland Béguelin (1921-1993), homme d'État suisse ayant possédé une maison de vacances à Clis de 1971 à 1993.
- Laurent Berger (1968 - ), syndicaliste français, secrétaire général de la CFDT, né à Guérande.
- Pascal Bertho (1964 - ), scénariste français de bande dessinée, né à Guérande.
- Anne de Bretagne est un personnage emblématiques de la cité, bien que ses séjours, à la fin du XVe siècle, y aient été relativement brefs. Son évocation figure aux premiers rangs des thèmes retenus pour la Fête médiévale de Guérande ; la couleur sang de bœuf des meubles des maisons des marais salants de la presqu'île est un privilège donné aux paludiers qui lui est attribué.

- Haut – A
- B
- C
- D
- E
- F
- G
- H
- I
- J
- K
- L
- M
- N
- O
- P
- Q
- R
- S
- T
- U
- V
- W
- X
- Y
- Z

## C
- Raoul Caours né au début du XIVe siècle à Guérande et mort en captivité avant juillet 1354, chevalier et capitaine au service des rois de France et d'Angleterre.
- Jacques Marie Chottard (1759 - 1838), homme politique, mort à Guérande.
- Yvon Chotard (1946 - ), avocat, homme politique et dirigeant associatif, né à Guérande.
- André Commard de Puylorson (1710-1869), historien et religieux français, mort à Guérande.
- Charles de Coux (1787 - 1864), économiste, mort à Guérande.

- Haut – A
- B
- C
- D
- E
- F
- G
- H
- I
- J
- K
- L
- M
- N
- O
- P
- Q
- R
- S
- T
- U
- V
- W
- X
- Y
- Z

## D
- Maurice Denis, (1870 - 1943) qui séjourne en 1903 à Guérande ; ce dernier se lie avec plusieurs peintres de la région, dont Eugène-Jean Chapleau.

- Haut – A
- B
- C
- D
- E
- F
- G
- H
- I
- J
- K
- L
- M
- N
- O
- P
- Q
- R
- S
- T
- U
- V
- W
- X
- Y
- Z

## F
.

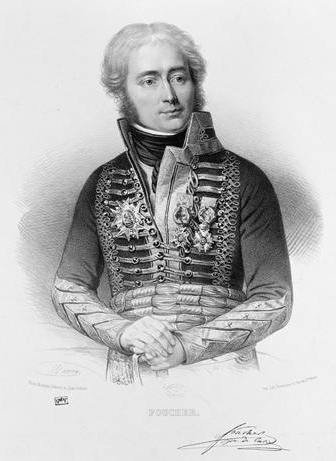
Louis François Foucher de Careil

- Louis François Foucher de Careil (1762 - 1835), général de division durant les guerres napoléoniennes, né à Guérande. Son nom apparaît sur la 11e colonne des noms gravés sous l'arc de triomphe de l'Étoile.
- Louis François Foucher de Careil (1778 - 1849), militaire et homme politique français, né à Guérande.

- Haut – A
- B
- C
- D
- E
- F
- G
- H
- I
- J
- K
- L
- M
- N
- O
- P
- Q
- R
- S
- T
- U
- V
- W
- X
- Y
- Z

## G

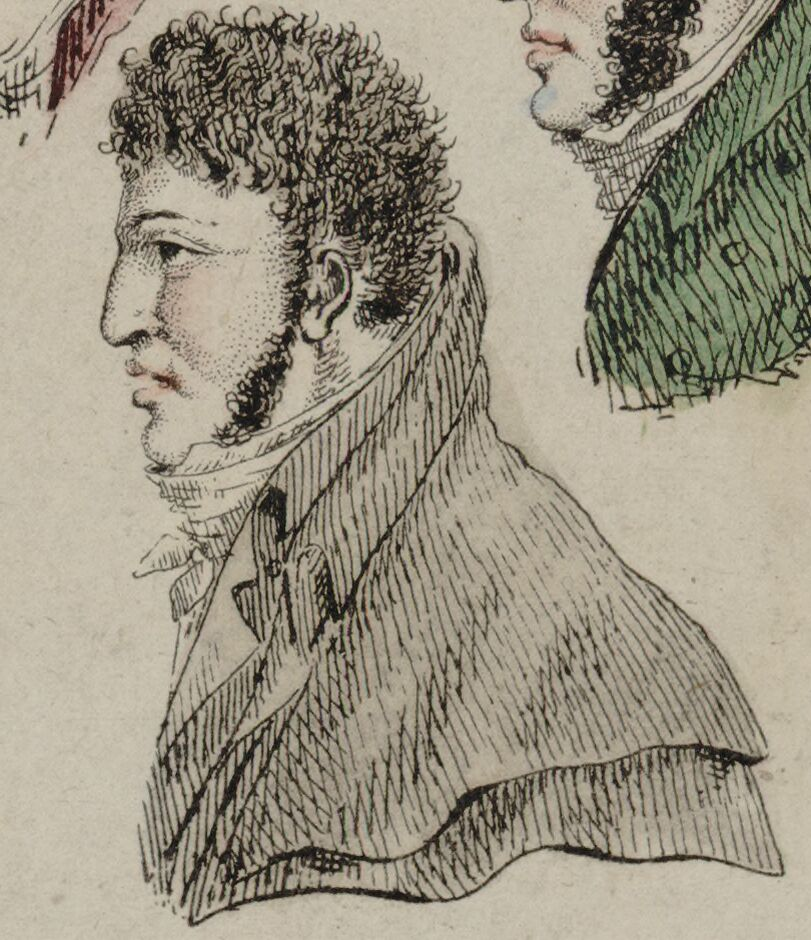
Louis de Sol de Grisolles

- Albane Gellé (7 décembre 1971 - ), poétesse, née à Guérande.
- Jean-Baptiste de Gennes (1656 - 1705), officier de marine et administrateur colonial français, gouverneur de Saint-Christophe (Antilles), né à Guérande.
- Fernand Guériff (1914 - 1994), s'est intéressés à la richesse patrimoniale de la cité et de la presqu'île, né à Guérande
- François Guillemot de Villebois (1781 - 1760), vice-amiral russe de naissance française, né à Guérande.
- Armand Guillon (1880 - 1968), diplomate et homme politique, né à Guérande.

- Haut – A
- B
- C
- D
- E
- F
- G
- H
- I
- J
- K
- L
- M
- N
- O
- P
- Q
- R
- S
- T
- U
- V
- W
- X
- Y
- Z

## J
- Sandrine Josso (1975 - ), femme politique, née à Guérande.

- Haut – A
- B
- C
- D
- E
- F
- G
- H
- I
- J
- K
- L
- M
- N
- O
- P
- Q
- R
- S
- T
- U
- V
- W
- X
- Y
- Z

## L
- Anne François Augustin de La Bourdonnaye (1745 - 1793), général, né à Guérande.
- Corentin Le Contel (1907 - 1977), homme politique, mort à Guérande.
- Pierre-Yves Le Rhun, né en 1936 dans le Finistère, est géographe et militant breton, séjourne à Guérande ; il est un défenseur des marais salants de la presqu'île de Guérande.
- Julien Landeau (1745 - 1799), prêtre réfractaire et unique rescapé de la première des « noyades de Nantes », né à Guérande.
- François de Linares (1897 - 1955), général de corps d'armée, né à Guérande.
- Yves Loday (1955 - ), navigateur, né à Guérande.
- Pierre Loquet en 1930, militant nationaliste breton et créateur du festival du livre en Bretagne de Guérande, né à Guérande.
- Claude Lorieux (1936 - 2005), journaliste français, ancien collaborateur du Figaro et grand spécialiste du Moyen-Orient, mort à Guérande.
- Théodore-Marie Lorieux (1834 - 1921), ingénieur français, vice-président du Conseil général des ponts et chaussées de 1902 à 1905, mort à Guérande.
- Paul Louis (1906 - 1962), prêtre et résistant, né à Guérande.

- Haut – A
- B
- C
- D
- E
- F
- G
- H
- I
- J
- K
- L
- M
- N
- O
- P
- Q
- R
- S
- T
- U
- V
- W
- X
- Y
- Z

## M
- Georges Meunier (1890 - 1935), architecte, mort à Guérande.
- Nicolas Mezzalira (1978 - ), ingénieur culturel spécialisé dans la valorisation du patrimoine culturel immatériel, né à Guérande.
- Raphaël Millet (1970 - ), écrivain, critique, producteur de cinéma et de télévision, réalisateur, né à Guérande.
- Jacline Mouraud (1967 - ), militante Gilets jaunes et femme politique, née à Guérande.
- Colonel Moutarde (1968 - ) (pseudonyme de Christelle Ruth), illustratrice et auteure de bande dessinée, née à Guérande.

- Haut – A
- B
- C
- D
- E
- F
- G
- H
- I
- J
- K
- L
- M
- N
- O
- P
- Q
- R
- S
- T
- U
- V
- W
- X
- Y
- Z

## O
- Pierre Okley (1929 - 2007),  affichiste spécialisé dans le dessin de pin-up, mort à Guérande.

- Haut – A
- B
- C
- D
- E
- F
- G
- H
- I
- J
- K
- L
- M
- N
- O
- P
- Q
- R
- S
- T
- U
- V
- W
- X
- Y
- Z

## P
- Étienne Pédron (1849 - 1930), militant socialiste, chansonnier et dramaturge, né à Guérande.
- Émile Péhant (1813 - 1876), poète, né à Guérande.
- Pierrette Petitot (1917 - 2014), femme politique, membre du PCF, mort à Guérande.

- Haut – A
- B
- C
- D
- E
- F
- G
- H
- I
- J
- K
- L
- M
- N
- O
- P
- Q
- R
- S
- T
- U
- V
- W
- X
- Y
- Z

## Q
- Henri Quilgars (1877 - 1937), historien et préhistorien, né à Guérande
- Denys Quistrebert (1971 - ), auteur de bande dessinée, né à Guérande.

- Haut – A
- B
- C
- D
- E
- F
- G
- H
- I
- J
- K
- L
- M
- N
- O
- P
- Q
- R
- S
- T
- U
- V
- W
- X
- Y
- Z

## R
- Daniel Rabreau (27 juillet 1945 - ), historien de l'art, professeur émérite à l'Université de Paris I-Panthéon-Sorbonne, né à Guérande.
- Florence Rionnet (24 août 1971 - ), historienne de l'art, née à Guérande.
- Michel Ruhl (1934 - 2022), acteur, mort à Guérande.

- Haut – A
- B
- C
- D
- E
- F
- G
- H
- I
- J
- K
- L
- M
- N
- O
- P
- Q
- R
- S
- T
- U
- V
- W
- X
- Y
- Z

## S
- Louis de Sol de Grisolles (1761 - 1836), officier de la marine royale puis officier chouan, lieutenant de Georges Cadoudal, né à Guérande.
- Jean-Pierre Souche (1927 - 2020), rameur d'aviron, mort à Guérande.

- Haut – A
- B
- C
- D
- E
- F
- G
- H
- I
- J
- K
- L
- M
- N
- O
- P
- Q
- R
- S
- T
- U
- V
- W
- X
- Y
- Z

## T
- Gustave Tiffoche (1930 - 2011), céramiste, sculpteur et peintre, mort à Guérande.

- Haut – A
- B
- C
- D
- E
- F
- G
- H
- I
- J
- K
- L
- M
- N
- O
- P
- Q
- R
- S
- T
- U
- V
- W
- X
- Y
- Z

## V
- Claude-Marie Vasselon dit Marius Vasselon (1841-1924), peintre, séjourne à Guérande

- Haut – A
- B
- C
- D
- E
- F
- G
- H
- I
- J
- K
- L
- M
- N
- O
- P
- Q
- R
- S
- T
- U
- V
- W
- X
- Y
- Z